# 水肺

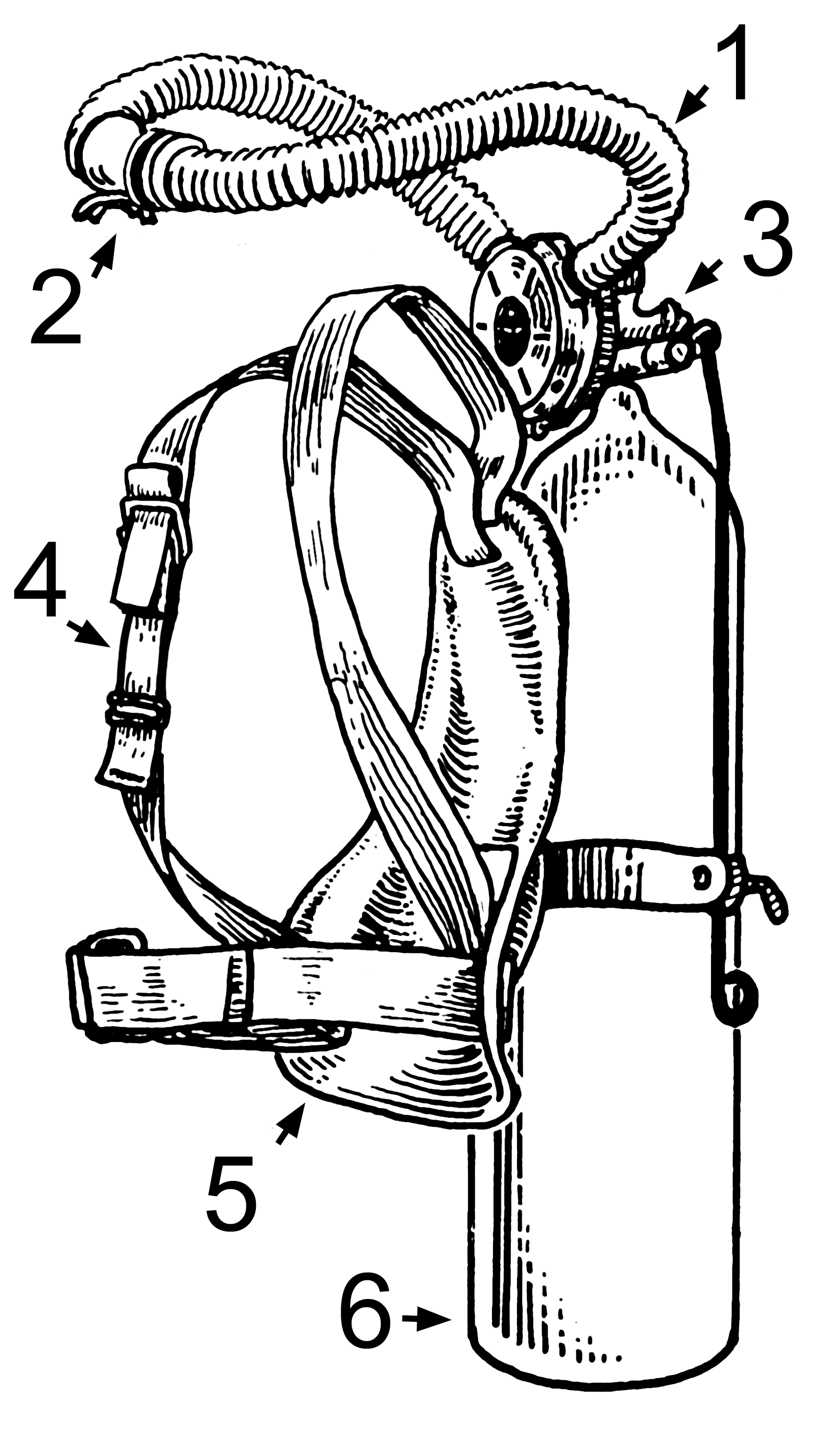
水肺
1.軟管
2.咬嘴
3.氣閥
4.背帶
5.背板
6.氣瓶

水肺是一種輔助潛水者在水中呼吸的器具。水肺是在1943年，由雅克-伊夫·庫斯托和埃米爾·加尼昂共同發明的。現代的水肺系統最少由四個部分組成，包括：浮力調節裝置、呼吸調節器、潜水气瓶和配重系統。調節器以活栓操控，將壓縮氣體由高壓狀態，轉化成可供人體正常呼吸的壓力。密閉式循環水肺是氧氣和稀有氣體中的氦混合充入氣瓶中的高氧水肺潛水方式，可供大深度潛水呼吸。
潛水員所使用的氣瓶不稱為氧氣筒。氧氣筒(100%氧氣)是屬於醫療級的氣體。水肺使用的稱之為氣瓶，氣瓶裡裝的是壓縮後的呼吸氣體(通常為接近空氣比例的79%氮氣+21%氧氣)，並非純氧氣。但是在需多深海潛水場合，氣瓶中的氮氣會用其他氣體取代，如氫氣、氦氣、氬氣等，因為氮氣在高壓環境可能進入人體的循環系統造成氮麻醉。

## 外部連結
- Aqua Lung manufacturers site （页面存档备份，存于） (English, French, German, Italian, Czech, and Japanese language versions available)
- Aqua Lung (Also known as "Mistral Regulator" because of a particular model from 1955. The original Aqua-Lung was the CG45 model from 1945)